# Nausnitz
Nausnitz ist eine Gemeinde im thüringischen Saale-Holzland-Kreis. Erfüllende Gemeinde ist die Stadt Bürgel.

## Lage und Verkehr

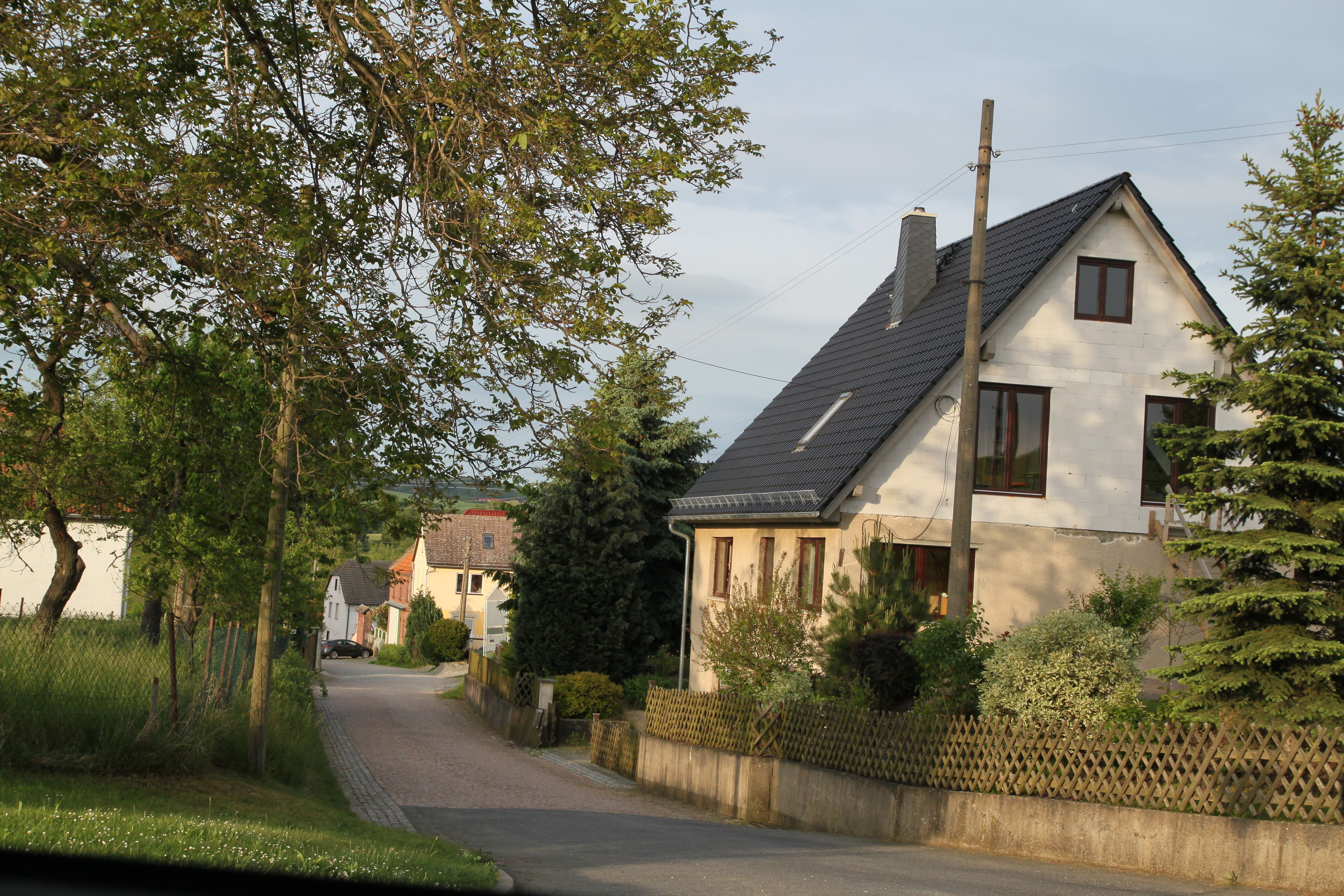
Dorfansicht von Nausnitz

Nausnitz liegt im östlichen Teil Thüringens, ungefähr 300 m nördlich der Bundesstraße 7. Östlich in etwa drei Kilometer Entfernung befindet sich die erfüllende Gemeinde Bürgel, westlich in rund 10 km Entfernung Jena und wiederum östlich in etwa 14 km Entfernung die Kreisstadt Eisenberg.
Mehrmals täglich verkehrt die von der JES Verkehrsgesellschaft mbH betriebene Buslinie 433 (Bürgel – Jena) und 406 (Stadtroda – Jena) durch Nausnitz. Die Wochenendverbindungen wurden aus Kostengründen mit dem letzten Fahrplanwechsel eingestellt.
Angrenzende Gemeinden sind im Uhrzeigersinn Graitschen und Poxdorf im Norden sowie die Stadt Bürgel im Süden.

## Geschichte
Die urkundliche Ersterwähnung erfolgte am 7. Januar 1358. Der Ort gehörte zum Besitz des Klosters Bürgel und kam nach dessen Auflösung im Zuge der Reformation im Jahr 1526 zum ernestinischen Amt Bürgel. Dieses gehörte aufgrund mehrerer Teilungen zu verschiedenen Ernestinischen Herzogtümern. Ab 1815 war der Ort Teil des Großherzogtums Sachsen-Weimar-Eisenach,  welches ihn 1850 dem Verwaltungsbezirk Weimar II (Verwaltungsbezirk Apolda) angliederte. 1920 kam Nausnitz zum Land Thüringen.

## Politik
Bei der Thüringer Landtagswahl am 14. September 2014 war Nausnitz landesweit die Gemeinde mit dem höchsten Stimmenanteil der Grünen, die hier mit 27,5 % stärkste Partei wurden.

### Wappen
Blasonierung: Das Wappen ist von Grün und Blau geteilt durch einen silbernen Wellenbalken und zeigt oben einen silbernen Pflug und unten ein silbernes Mühlrad.

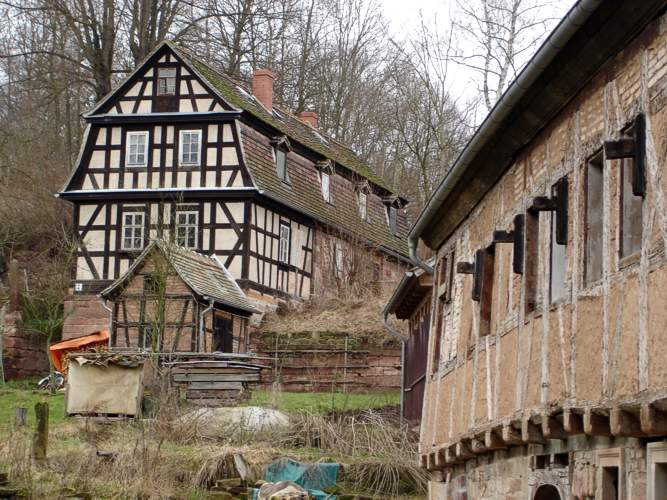
Papiermühle (rechtes Gebäude)

Die Gemeinde Nausnitz verdeutlicht in ihrem Wappen vor allem die historische und gegenwärtige Erwerbstätigkeit der Einwohner der Gemeinde.
Der Pflug im oberen Teil der des Wappens spiegelt den landwirtschaftlichen Charakter des Ortes wider. Auf die einst am Bach Gleise gestandenen Mühlen, von denen heute noch zwei erhalten sind (Schneidemühle und Papiermühle), weist das Mühlrad im unteren Feld des Wappens hin. Der Bach wird durch den das Wappen teilenden Wellenbalken symbolisiert.
Die Flagge der Gemeinde Nausnitz ist grün-weiß gespalten und trägt das Gemeindewappen.
Der Gemeinde Nausnitz wurde am 11. Dezember 2002 durch den Präsidenten des Thüringer Landesverwaltungsamtes genehmigt, das Wappen und die Flagge zu führen.